# Краснояр (Иркутская область)
Краснояр — деревня в Качугском районе Иркутской области России. Входит в состав Качугского муниципального образования. 

## География
Находится на юго-западе региона, по р. Большая Анга, примерно в 4 км к юго-востоку от районного центра.

## Население
По данным Всероссийской переписи, в 2010 году в деревне проживало 585 человек (293 мужчины и 292 женщины).
| 2002 | 2010 | 2011 | 2012 |
| ---- | ---- | ---- | ---- |
| 665  | ↘585 | ↘583 | ↗593 |

## Инфраструктура
Личное подсобное хозяйство.

## Транспорт
Просёлочные дороги.